# Атинска полития
Атинска полития (на старогръцки: Ἀθηναίων πολιτεία) е класически гръцки трактат от две части, едната написана вероятно от Аристотел или негов ученик, другата приписвана на Ксенофонт, но авторството на последния е спорно. Текстът касае държавната уредба (конституция) на Древна Атина и достига до нас в по-пълен вид едва в края на XIX век. Аристотел и учениците му описват държавните уредби на 158 полиса, като подготвително проучване за неговия труд Политика, чиято цел е да определи какво е добро управление и какво лошо и да посочи факторите, които благоприятстват или пречат на спазването на конституцията.

## История на откриването
Аристотеловият текст е уникален, защото дълго време е бил загубен и не е включен в корпуса на Аристотеловите съчинения (Corpus Aristotelicum). През 1879 година в Оксиринхус, Египет са открити свитъци старинен ръкопис, написан на папирус, представляващ отчет на управител на имение до господаря му. На гърба на отчета е открит препис на трактата на Аристотел. Съставен е между 329 и 322 г. пр. Хр., а преписът е датиран около 100 г. сл. Хр. Текстът е закупен от Египетския музей в Берлин, а през 1899 от Британския музей. Част от текста е публикувана през 1880 г., а първото му издание е публикувано от Фредерик Кениън през януари 1891.
Някои древни писатели, като Диоген Лаерций, твърдят, че Аристотел е дал задача на учениците си да изготвят монография от 158 конституции (описание на държавните уредби) на гръцки полиси, включително Атина. Общоприето е, че това са подготвителни проучвания за „Политика“ и че много от тях са написани от или поне черновата е на негови ученици. Древна Атина има голямо значение в Древна Гърция и на времето Аристотел живее там. Приема се, че дори и учениците му да са сътворили останалите, Аристотел е написал тази творба абсолютно сам и е възможно тя да е представлявала модел. Въпреки всичко, някои видни учени изразяват съмнение тя да е написана от Аристотел.
Ако това е оригинална аристотелова творба, тогава тя е от особено значение, защото е единствената запазена с намерението да се публикува. Тъй като тя предоставя толкова обилна информация, до този момент неизвестна и несигурна, модерните историци твърдят, че „откриването на този трактат представлява почти нова епоха в изучаването на гръцката история“. И по-специално, 1 – 22, 26.2 – 4, и 39 – 40 от творбата съдържат действителна информация, която не е намерена в никой друг запазен античен текст.

### Издания
Изданията на гръцкия текст, които са в най-широка употреба днес, са Оксфордски класически текст от Кениън (или Scriptorum Classicorum Bibliotheca Oxoniensis) от 1920 и изданието на Тойбнер (или Bibliotheca Teubneriana) от Мортимър Чеймбърс (1986, второ издание – 1994). Други издания са The Athenian Constitution, превод на P.J. Rhodes, Penguin Classics 1984, последвано от голям коментар на същия автор (Oxford, 1981) и с немски коментар от М. Чеймбърс (Берлин, 1990); както и коментиран превод от М. Дреер (Reclam, 1993):с. 79.

## Описание
Атинската полития описва политическата система на древна Атина. Творбата се състои от две части. Първата част, от глава I до глава XLI, се занимава с различните повторения на конституцията от процеса срещу Алкмеонидите до 403 пр.н.е. Втората част описва институциите на града, включващи периоди на достъп до гражданството, магистратите и съдилищата.

## Псевдо-Ксенофонт
Враждебен трактат относно Атинската полития е включен в кратки текстове на Ксенофонт. Авторът, който е като атинянин, счита атинската демокрация за нежелателна поради даването на прекомерен глас на тълпата в държавата; но той твърди, че това е добре замислено, изхождайки от целта ѝ, ако тя е да направи толкова низко нещо. Авторът продължава с коментара си, че докато „добрите“, наименование, което използва за богатите и аристократите в Атина, са по-добре подготвени за управление на държавата, благодарение на богатството и образованието си, това ще доведе до лишаване на „масите“ от граждански права, докато богатите инстинктивно ще действат в техен собствен интерес, което води до потъпкване на по-ниските класи. Атинската демокрация позволява на бедните да упражнят влиянието си, спазвайки линията на решителната роля на тимокрацията в атинския флот и съответно в атинската история.
В началото на XX век е представено доказателство, което оспорва авторството на Ксенофонт и което става публично достояние. Сега обикновено наричат автора Псевдо–Ксенофонт, или Старият олигарх, като последното прозвище е свързано с анти–демократичния тон на творбата. Стилът не е на Ксенофонт, защото неговият е забележително изчистен; този трактат е неразбираем и грубоват.
Датата на трактата може да бъде изчислена единствено приблизително. Старият олигарх казва, че твърде дълги експедиции по суша не могат да заместят морската сила; преди Брасид да премине Гърция по дължина през 424 пр.н.е., когато Ксенофонт е на 5 г., Старият олигарх, както може да се предполага, пише преди тази дата. От друга страна, той подробно дискутира военните предимства на демокрацията и при отбелязване работата на булето, я поставя на първо място; за това се предполага, че е писал по време на война. Има правдоподобни доводи, че това всъщност е Пелопонеската война.